# Ciało i krew
Ciało i krew – amerykańsko-holendersko-hiszpański film wojenno-przygodowy z 1985 roku, w reżyserii Paula Verhoevena.

## Opis fabuły
Akcja filmu dzieje się w 1501 roku. Szlachcic Arnolfini werbuje najemników do prywatnej armii. Jego celem jest odzyskanie miasta, które przed laty zagarnęli najeźdźcy. Obiecuje im, że gdy zwyciężą, otrzymają prawo do części łupów. Po zwycięskiej bitwie nie dotrzymuje jednak słowa. Żołnierze postanawiają się zemścić. Porywają Agnes, narzeczoną syna szlachcica.

## Obsada aktorska
- Rutger Hauer (Martin)
- Jennifer Jason Leigh (Agnes)
- Tom Burlinson(inne języki) (Steven)
- Fernando Hilbeck(inne języki) (Arnolfini)
- Susan Tyrrell (Celine)
- Ronald Lacey (Kardynał)
- Simón Andreu(inne języki) (Miel)
- Bruno Kirby (Orbec)
- Kitty Courbois (Anna)
- Jack Thompson (Hawkwood)
- Jake Wood(inne języki) (Mały John)
- Hans Veerman(inne języki) (Ojciec George)
- Marina Saura(inne języki) (Polly)
- Brion James (Karsthans)
- Siobhan Hayes (Dziecko z zamku)
- Jorge Bosso (Sterz)
- John Dennis Johnston(inne języki) (Summer)
- Nancy Cartwright (Kathleen)

i inni